# Сагрерас, Хулио Сальвадор
Ху́лио Сальвадо́р Сагре́рас (исп. Julio Salvador Sagreras; 22 ноября 1879, Буэнос-Айрес ― 20 июля 1942, там же) ― аргентинский классический гитарист и композитор.

## Биография
Музыке учился у отца, Гаспара Сагрераса, и Карлоса Маршала, затем поступил в Академию изящных искусств Буэнос-Айреса, по окончании которой был принят в неё же преподавателем гитары и сольфеджио. Сагрерас был основателем и первым президентом Аргентинской ассоциации гитаристов. В 1905 году открыл собственную школу (Academia de Guitarra). Наибольшее значение он имеет как педагог: его этюды в шести томах и сборники упражнений «Высшая гитарная техника» используются при обучении и в наше время. Помимо учебных произведений, Сагрерас также является автором более двухсот оригинальных пьес, из которых наиболее известна виртуозная миниатюра «Колибри».